# Módy György
Módy György (Debrecen, 1926. augusztus 14. – Debrecen, 2013. október 16.) történész, muzeológus, egyetemi tanár

## Életpályája
Magyar–történelem szakos tanár, történész-muzeológus, nyugalmazott címzetes egyetemi docens. Az 1950-es években történt meghurcolása (koncepciós per), börtönbüntetése és az azt követő mellőzése hosszú évekre visszavetette az egyetemen sikeresen induló pályakezdését. A börtönévek után erdészként tudott elhelyezkedni, s 1961-ben kapott tehetségéhez és tudásához méltó állást a debreceni Déri Múzeumban, ahol egészen nyugdíjazásáig dolgozott. 1995-ig az intézmény történész-muzeológusa, majd osztályvezetője lett. 
Az 1970-es évek végén az egyetemre is visszahívták, a Kossuth Lajos Tudományegyetem néprajzi és történeti tanszékének oktatója, címzetes egyetemi docense lett, ahol településtörténetet, muzeológiai és régészeti ismereteket oktatott. Debrecen és Hajdú-Bihar vármegye középkori történetét kutatta. Főleg a 16–18. század előtti időszakokból választotta tárgyát. Debrecen, a város környéke, a debreceni uradalom és az Erdőspuszták története kedvenc kutatási témái közé tartoztak. Számos Hajdú-Bihar vármegyei település monográfiájának szerzője és szerkesztője.  

## Munkássága
Régészként a leglátványosabb feltáró munkát a Nagytemplom körül végezte, melynek eredményeként alakították ki templom körüli Romkertet, ahol a középkori Szent András-templom és az 1640–42-ben épült Verestorony falmaradványai láthatók. Emellett több Árpád-kori templom feltárását is irányította a megyében. 
Munkásságát a művészettörténet-írás is számon tartja. Foglalkozott Blattner Géza, Maghy Zoltán, Holló László és Senyei Oláh István művészetével is. Debrecen és a régió tudományos folyóiratának, a Debreceni Szemlének újraindulása óta lelkes támogatója és segítője volt. 

## Művei
- Módy György—Gedai István  XVI. századi éremlelet Nyírmártonfalváról A Debreceni Déri Múzeum Évkönyve 1966-1967 (Debrecen, 1968)
- Képzőművészeti írások. Blattner Géza, Maghy Zoltán, Senyei Oláh István, Holló László; fotó F. Molnár Erzsébet; Hajdú-Bihar Megyei Múzeumok Igazgatósága, Debrecen, 1978 (Hajdú-Bihar megyei múzeumok közleményei)
- Herpály; Városi Tanács, Berettyóújfalu, 1979 (Bihari dolgozatok)
- A debreceni erdőspuszták története 1945-ig; Hajdú-Bihar Megyei Levéltár, Debrecen, 1981
- A Szent András templom és a Verestorony kutatása 1980-ban. Debrecen 1290-1390 között; Hajdú-Bihar Megyei Múzeumok Igazgatósága, Debrecen, 1984 (Hajdú-Bihar megyei múzeumok közleményei)
- Módy György–Lovas Márton–Puskás Pálː Debrecen, Erdőspuszta; TKM Egyesület, Bp., 1989 (Tájak, korok, múzeumok kiskönyvtára)
- Berettyóújfalu, a herpályi Csonkatorony; TKM Egyesület, Bp., 1993 (Tájak, korok, múzeumok kiskönyvtára)
- Hapák József–Módy György–Takács Bélaː Debrecen, a cívisváros 1693-1993; Polgármesteri Hivatal, Debrecen, 1994 (angolul, németül is)
- Szovát a XVIII. századig. Az erődített templom története; Önkormányzat, Hajdúszovát, 2000
- Debrecen, a cívisváros; szöveg Módy György, Gáborjáni Szabó Botond, Mazsu János, fotó Hapák József; Magyar Könyvklub, Budapest, 2003 (angolul, németül is)
- Historia et ars. Módy György válogatott tanulmányai; Hajdú-Bihar Megyei Múzeumok Igazgatósága, Debrecen (A Hajdú-Bihar megyei múzeumok közleményei)

## Díjai, kitüntetései
- Móra Ferenc-emlékérem (1978)
- Debrecen megyei jogú város Csokonai-díja (1994)
- Magyar Köztársasági Arany Érdemkereszt (1998)
- Debrecen díszpolgára (2000)
- Pulszky Ferenc-díj (2007)